# Нижняя Алексеевка
Нижняя Алексеевка — посёлок в Исаклинском районе Самарской области. Входит в состав сельского поселения Мордово-Ишуткино.

## География
Находится на левом берегу реки Сургут на расстоянии примерно 34 километра по прямой на юг от районного центра села Исаклы.

## Население
Постоянное население составляло 36 человек (мордва 94%) в 2002 году, 18 в 2010 году. Мордовское население относится к эрзя.